# Топличане (Сува Река)
Топличане (алб. Topliqan) је насељено место у Србији у општини Сува Река. Административно припада Косову и Метохији, односно Призренском управном округу. Према процени из 1991. године било је 329 становника.

## Становништво
Према попису из 1961. године насеље је било већински насељено Србима, док је 1981. године било већински насељено Албанцима. Након рата 1999. године већина Срба је напустила насеље.
| Етнички састав према попису из 1961.‍ | Етнички састав према попису из 1961.‍ | Етнички састав према попису из 1961.‍ | Етнички састав према попису из 1961.‍ | Етнички састав према попису из 1961.‍ |
| ------------------------------------ | ------------------------------------ | ------------------------------------ | ------------------------------------ | ------------------------------------ |
|                                      |                                      |                                      |                                      |                                      |
| Срби                                 | Срби                                 |                                      | 48                                   | 69,6%                                |
| Албанци                              | Албанци                              |                                      | 21                                   | 30,4%                                |
| Укупно: 69                           |                                      |                                      |                                      |                                      |

| Етнички састав према попису из 1981.‍ | Етнички састав према попису из 1981.‍ | Етнички састав према попису из 1981.‍ | Етнички састав према попису из 1981.‍ | Етнички састав према попису из 1981.‍ |
| ------------------------------------ | ------------------------------------ | ------------------------------------ | ------------------------------------ | ------------------------------------ |
|                                      |                                      |                                      |                                      |                                      |
| Албанци                              | Албанци                              |                                      | 267                                  | 87%                                  |
| Срби                                 | Срби                                 |                                      | 31                                   | 10,1%                                |
| Црногорци                            | Црногорци                            |                                      | 9                                    | 2,9%                                 |
| Укупно: 307                          |                                      |                                      |                                      |                                      |

Број становника на пописима:
|             | \| Демографија[4] \| Демографија[4] \| Демографија[4] \| \| Година \| Становника \| Становника \| \| -------------- \| -------------- \| -------------- \| \| 1948. \| 78 \| \| \| 1953. \| 94 \| \| \| 1961. \| 69 \| \| \| 1971. \| 122 \| \| \| 1981. \| 307 \| \| \| 1991. \| 329 \| \| |            |
| Демографија | |            |
| Година      | Становника | Становника |
| 1948.       | 78 |            |
| 1953.       | 94 |            |
| 1961.       | 69 |            |
| 1971.       | 122 |            |
| 1981.       | 307 |            |
| 1991.       | 329 |            |